# 冉耕

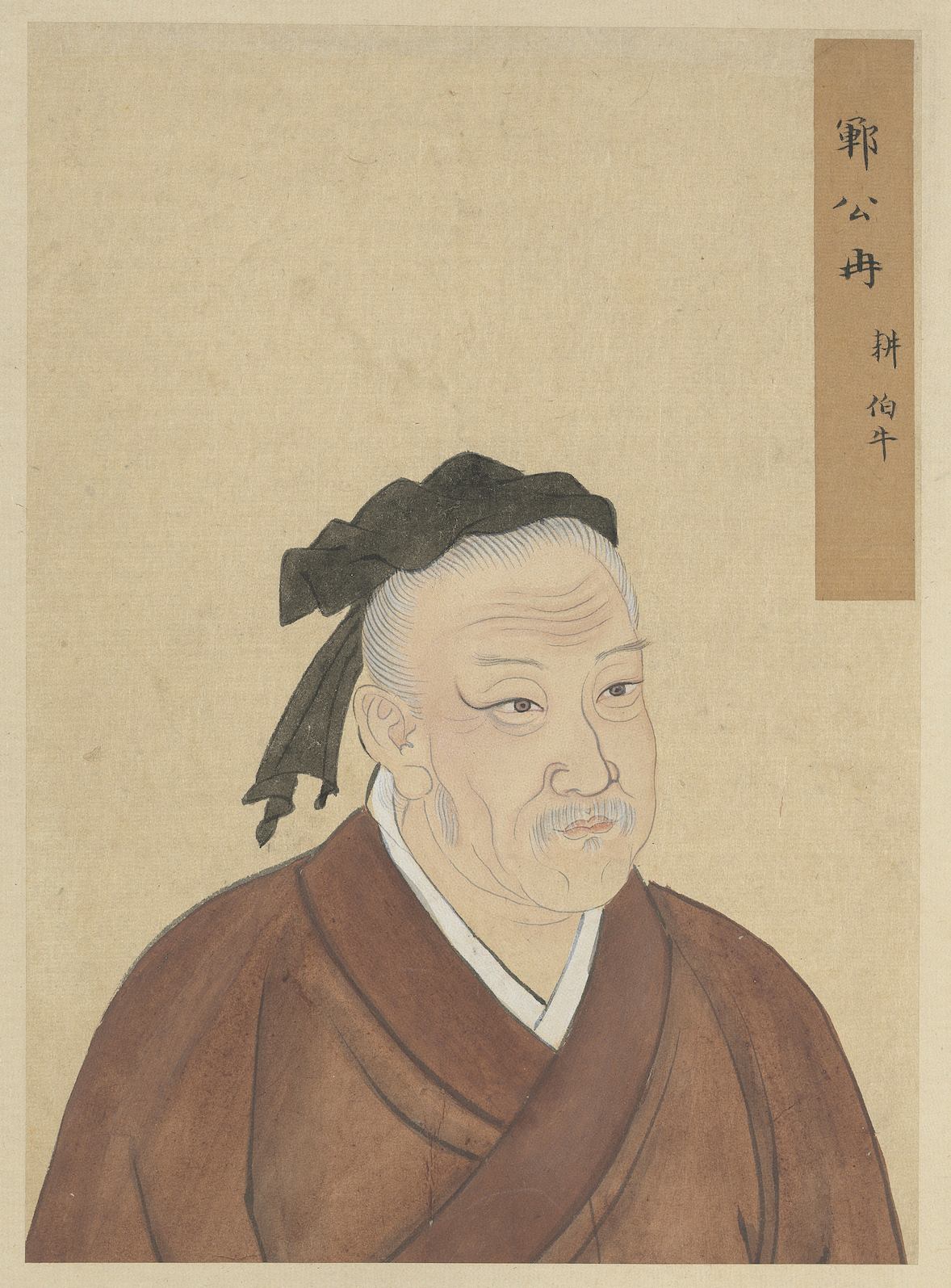
冉耕像（國立故宮博物院藏）。

冉耕（前544年—？），冉氏，字伯牛。中國春秋時代末魯國人，是孔子的學生，孔門十哲之一，曾任魯國的中都宰，孔子很器重他。伯牛患病早逝，孔子十分難過。

## 生平簡述
伯牛與顏淵、閔子騫、冉雍同屬孔門十哲的德行科哲人。伯牛與冉雍同宗。
伯牛患有惡疾時，不願見人。孔子於其病危時，特地去探望他，從屋外窗口握住他的手，邊歎息邊說：“死，是命中註定的啊！可是這樣的人怎麼會有這樣的病，這樣的人怎麼會害這樣的病啊！”伯牛的德行，與顏淵、閔子騫等並駕，無怪乎孔子哭說這是天命。伯牛以德行見稱於孔子，惜全無事跡可考。僅知其是染患惡疾而逝，可能是染上麻瘋病。

## 歷代追封
- 唐朝開元二十七年（739年）封「鄆侯」。
- 宋朝追封為「東平公」，后又改稱「鄆公」。

## 民間信仰
部分地區民間信仰認為伯牛為「牛神」，稱為「牛王冉真人」。明馮應京在《月令廣義·歲令一》説：“牛有牛王之祀，而越俗有謬圖冉伯牛之像以祭者。”